# Pul Pehlad
Pul Pehlad é uma vila no distrito sul, no estado indiano de Deli.

## Demografia
Segundo o censo de 2001, Pul Pehlad tinha uma população de 47 336 habitantes. Os indivíduos do sexo masculino constituem 56% da população e os do sexo feminino 44%. Pul Pehlad tem uma taxa de literacia de 63%, superior à média nacional de 59,5%: a literacia no sexo masculino é de 72% e no sexo feminino é de 51%. Em Pul Pehlad, 19% da população está abaixo dos 6 anos de idade.